# Доходный дом П. А. Изотова
Доходный дом П. А. Изотова — историческое здание в Санкт-Петербурге. Расположено по адресу 7-я линия Васильевского острова, дом 32. Построено архитектором В. В. Шаубом в начале XX века.

## История и архитектура

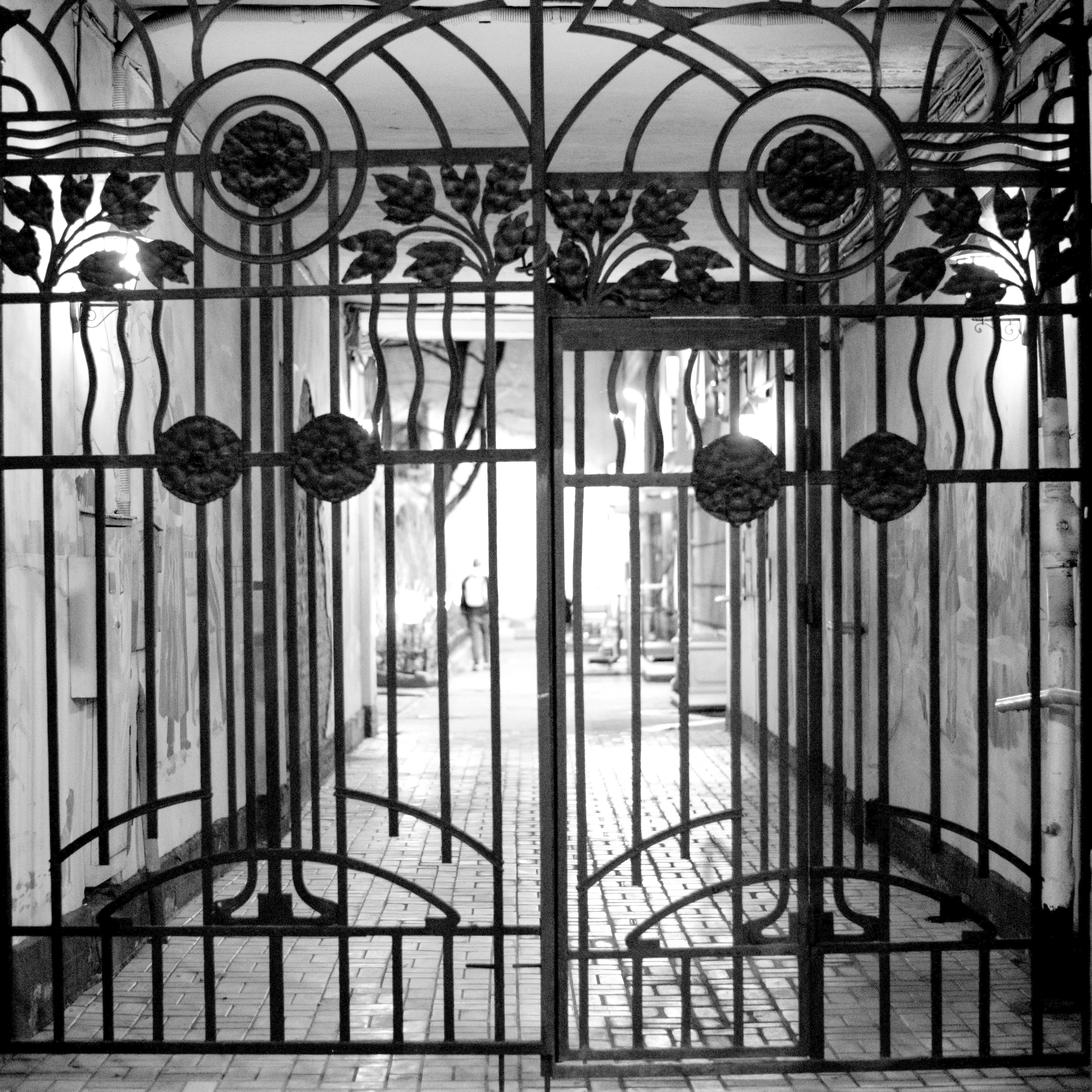
Кованые ворота дома Изотова

Первоначально на участке, где было построено современное здание, находились деревянные строения, относящиеся к XVIII веку. В 1909—1910 годах архитектор В. В. Шауб возвёл четырёхэтажный доходный дом в стиле модерн по заказу купеческой семьи Изотовых, которая владела этой территорией с 1860-х по 1918 год.
Фасад оформлен разнофактурной штукатуркой, которая выделяется на фоне терракотового кирпича. Деталировка скромная, с элементами барокко. Два эркера завершены плавными барочными фронтонами. Общий вид здания обладает строгой симметрией с аккуратными акцентами.
Портал парадного входа устроен с трёхстворчатой деревянной дверью с фацетным декоративным остеклением. Центральный овальный горизонтальный модуль имеет пятичастный рисунок с горизонтальным ромбом, стекла с фацетом собраны на латунный профиль. Парадная лестница обрамлена витражными окнами с растительным рисунком.
До революции квартиры сдавались в наём. На первом этаже находился кинотеатр «Форум» и магазины. В советское время в здании располагались различные учреждения. Например, в 1970-х годах здесь работали сберегательная касса Василеостровского района № 29 и магазин № 11 Ленгораптекоуправления.
В 2001 году дом включён КГИОПом в «Список вновь выявленных объектов, представляющих историческую, научную, художественную или иную культурную ценность».